# Пасічник Йосип Васильович
Йосип Васильович Пасічник, псевдо Сірий, Панас (3 січня 1922, с. Зелена поблизу Бучача — травень 1945, там само) — бучацький районовий провідник ОУН.

## Життєпис
Народився 3 січня 1922 року в сім'ї селян Василя Йосиповича Пасічника та Євдокії Андріївної з дому Король.
Після закінчення школи навчався в Бучацькому місійному інституті імені святого Йосафата при місцевому монастирі оо. Василіян. Після радянської анексії пішов у підпілля в 1939 році. Вийшовши з нього, на зібранні в селі повідомив про Акт відновлення Української Держави, проголошений 30 червня 1941 року.
20 серпня 1941 брав участь у вічі на могилі Борцям за волю України на горі Федір у Бучачі. Як районовому провіднику йому підпорядковувались оунівці з 21-го села.
9 травня 1945 року проводив із побратимами мітинг у селі Ласківці, на якому говорив про продовження Визвольних змагань та боротьби з червоними. Разом з товаришами, перебуваючи в криївці, облаштованій у зруйнованій церкві, потрапив після доносу в облаву. Загинув разом із побратимом «Гонтою» після кулеметної черги, яку випустили з дзвіниці біля церкви. Третій повстанець — «Оріх» — після важкого поранення підірвав себе гранатою. Тіла загиблих повезли до будівлі НКВС у Бучачі.